# Van's Aircraft
Pour les articles homonymes, voir Van.
Van's Aircraft, Inc. est une entreprise américaine implantée dans l'Oregon qui commercialise des avions en kits destinés à la construction amateur.

## Richard «Dick» VanGrunsven
Né en 1940 dans une famille d’exploitants agricoles de Cornelius (Oregon), Richard « Dick » VanGrunsven apprit à piloter à l’âge de 16 ans. La famille disposait d’une piste privée de 200 m et d’un Taylorcraft B qui lui permirent de visiter régulièrement deux pionniers de la construction amateur aux États-Unis, George Bogardus et Hobie Sorrell. 
Engagé pour trois ans dans l’US Air Force, il ne fut pas accepté au stage de pilotage en raison d’un problème de vision des couleurs. Il servit donc comme officier des transmissions et devint rapidement leader de l’aéroclub sur sa base. Il acheta un Stits SA-3 Playboy, revendu un an plus tard car, avec 65 ch seulement, il n’offrait pas des performances satisfaisantes à son propriétaire.
Il acheta donc la cellule d’un autre Playboy, y adapta un moteur Lycoming de 125 ch, un cockpit goutte d’eau et de nouveaux saumons de voilure. Si les performances étaient supérieures, la vitesse d’atterrissage restait très élevée pour une augmentation assez faible de la vitesse de croisière, ce qui semblait démontrer les limites de la cellule à l’allure pourtant sportive. Il dessina donc un jeu de plans cantilever en aluminium destinés à remplacer la voilure originale et bois et toile. La nouvelle voilure recevait en outre des volets de bord de fuite permettant à Dick VanGrunsven de décoller et atterrir sur la courte piste familiale. Rebaptisé RV-1, cet hybride immatriculé N5827N totalisa 550 heures entre 1965 et 1968. Revendu ensuite par VanGrunsven, il volait toujours en 2007. 

## Premières réalisations originales
De ses premières expériences, Dick VanGrunsven tira la philosophie suivante : un bon avion de loisir devait pouvoir utiliser une piste de taille raisonnable, être assez maniable et assez puissant pour passer la voltige et être le plus rapide possible avec une puissance raisonnable. C’est sur ces bases qu’il entreprit la construction du RV-3, dont le premier vol eut lieu en 1971. 
Après avoir commercialisé le RV-3 uniquement sous forme de plan, VanGrunsven a créé, en 1973, à North Plains (Oregon), la Van’s Aircraft, Inc. Le but de cette dernière était d’assurer la commercialisation de l’appareil en kit.  
Rapidement, Dick VanGrunsven fut assailli de demandes pour une version biplace du RV-3. Mais la production des kits de RV-3 s’effectuant de façon quasi-artisanale, il fallut attendre le 17 août 1979 pour que le premier biplace en tandem  RV-4 prenne l’air. 
Certains clients potentiels préférant une disposition côte à côte des occupants de l’avion, le RV-6 fut ensuite dessiné en incorporant à la cellule d’origine certaines modifications suggérées par Art Chard, premier constructeur amateur à avoir achevé un RV-3. La version à train tricycle RV-6A a suivi rapidement.  

## Un succès grandissant
En 1996, Van’s Aircraft a embauché Ken Krueger pour étoffer son bureau d’études. Après avoir travaillé chez McDonnell Douglas sur le programme C-17 et chez Boeing sur le programme F-22, Ken Krueger a signé, avec le RV-8, son premier appareil chez Van’s Aircraft.  
Selon les sources de Van's Aircraft, Inc. 6 638 RV avaient été achevés au 12 février 2010 dans le monde; au 20 février 2025, le chiffre est de 11 414 avions. Le succès de ces appareils tient autant à leurs qualités de vol qu'aux performances affichées.

## Caractéristiques et règlementation
Il s'agit de monoplans à aile basse et fuselage monocoque réalisés entièrement en aluminium. À l’exception du quadriplace Van’s RV-10, les Van’s sont le plus souvent dédiés pour la voltige, et proposés, à partir du RV-6, soit avec un train classique à roulette arrière (RV-6), soit avec un train tricycle identifiable par la lettre A dans la désignation du modèle (RV-6A). Si le choix du moteur reste sous la responsabilité du propriétaire-constructeur, Van’s Aircraft recommande l’emploi de moteurs 4 cylindres refroidis par air Lycoming O-320 (160 ch) ou O-360 (180 à 200 ch), disponibles soit avec carburateur soit avec injection de carburant, mais offrant une faible consommation spécifique. On peut y adapter une hélice à pas fixe ou à pas variable. 
Aux États-Unis, les productions Van’s entrent dans la catégorie Experimental Aircraft reconnue par la FAA. 51 % de la construction de l’avion doit être réalisée par le propriétaire de l’appareil et Van's Aircraft ne livre donc aucun appareil assemblé, prêt à voler. Hors des États-Unis, ces appareils sont soumis à la réglementation locale applicable à la construction amateur d'avions.

## Localisation et manifestations
Depuis août 2000, l’entreprise est installée en bordure de l’aéroport d’Aurora, toujours dans l’Oregon, où a lieu tous les ans un rassemblement de propriétaires d'avions Van's. Ce rassemblement est animé par Van’s Air Force, le très actif club des propriétaires d'avions Van's. 

## Tous les Van's
- Van's Aircraft RV-1 : un Stits SA-3 Playboy modifié.
- Van's Aircraft RV-2 : prototype jamais achevé d'un planeur en bois de type aile-volante.
- Van's Aircraft RV-3 : monoplace à train classique.
- Van's Aircraft RV-4 : biplace en tandem dérivé du précédent.
- Van's Aircraft RV-5 Swinger : monoplace expérimental à moteur Volkswagen bicylindre de 32 ch.
- Van's Aircraft RV-6 : biplace côte à côte, proposé avec train classique (RV-6) ou tricycle (RV-6A).
- Van's Aircraft RV-7 : évolution aérodynamique du RV-6.
- Van's Aircraft RV-8 : évolution aérodynamique du RV-4, proposé avec train classique ou tricycle.
- Van's Aircraft RV-9 (en) : nouveau biplace côte à côte. Non certifié pour la voltige.
- Van's Aircraft RV-10 (en) : quadriplace, donc non autorisé pour la voltige, proposé uniquement avec train tricycle.
- Van's Aircraft RV-11 (en) : motoplaneur monoplace en cours de développement.
- Van's Aircraft RV-12 (en) : biplace côte à côte entrant dans la nouvelle catégorie des LSA.

## Sources
- Collectif, 2008 Kit Aircraft Directory. Kitplanes Magazine December 2007 Volume 24, Number 12, Belvior Publications, Aviation Publishing Group LLC. p. 77-78
- www.vansaircraft.com